# Dahiyat Sabah al-Khei
Dahiyat Sabah al Kheir (Arabă: ضاحية صباح الخير) este un sat palestinian aflat în nordul Cisiordaniei, la 4 km nord de Jenin. Conform Biroului Central de Statistică Palestinian (BCSP), populația sa era de 1,457 locuitori în 2006.